# Dendropsophus subocularis
Dendropsophus subocularis é uma espécie de anfíbio da família Hylidae.
Pode ser encontrada nos seguintes países: Colômbia e Panamá.
Os seus habitats naturais são: florestas subtropicais ou tropicais húmidas de baixa altitude, marismas de água doce, marismas intermitentes de água doce, jardins rurais, florestas secundárias altamente degradadas e lagoas.
Está ameaçada por perda de habitat.